# (6216) San Jose
(6216) San Jose ist ein Asteroid des Hauptgürtels, der am 30. September 1975 vom US-amerikanischen Astronomen Schelte John Bus am Palomar-Observatorium (IAU-Code 675) entdeckt wurde.
Der Asteroid wurde nach der kalifornischen Stadt San José am Südende der San Francisco Bay benannt.